# Dolores Martínez
María Dolores Martínez (nascida a 16 de maio de 1978) é uma cientista política e política argentina que serve actualmente como Deputada Nacional eleita na Cidade de Buenos Aires desde 2019. Ela é membro da União Cívica Radical (UCR).

## Início de vida e carreira
Martínez nasceu a 16 de maio de 1978 em Andalgalá, Província de Catamarca. Ela estudou Ciência Política na Universidade de Buenos Aires, graduando-se em 2016. Martínez encontra-se numa relação com Marcelo Sances e tem dois filhos.

## Carreira política
Martínez trabalhou no Congresso Nacional da Argentina desde 1999, primeiro como assessora legislativa no grupo parlamentar da União Cívica Radical de 1999 a 2012, e depois como secretária parlamentar no grupo UNEN Suma+ de 2013 a 2015. Em 2016, foi nomeada directora de Inovação, Transparência e Fortalecimento Democrático da Câmara dos Deputados. Ela pertence ao grupo Evolución dentro da UCR, liderado por Martín Lousteau.
Ela concorreu a uma cadeira na Câmara dos Deputados, nas eleições legislativas de 2019, como a sexta candidata na lista Juntos por el Cambio, em Buenos Aires. A lista foi a mais votada na eleição geral, com 53,02% dos votos, e Martínez foi eleita.
Como deputada nacional, Martínez fez parte das comissões parlamentares de Petições, Poderes e Normas, Defesa Nacional, Interesses Marítimos, Legislação Trabalhista, Liberdade de Expressão, Relações Externas e Culto, Habitação e Urbanismo, Cultura e Comunicações. Ela foi a favor da legalização do aborto na Argentina, tendo votado a favor do projecto de lei de Interrupção Voluntária da Gravidez de 2020 que foi aprovado no Congresso Argentino nesse mesmo ano.